# Junya Nakano
Junya Nakano (仲野 順也 Nakano Jun'ya) es un compositor japonés de música para videojuegos. Ha trabajado durante más de cinco años para Square Enix. Sus principales obras fueron desarrolladas para Treasure Conflix (1995), Another Mind (1998) y DewPrism (conocido en Estados Unidos como Threads of Fate) (1999).
Ha realizado colaboraciones con Nobuo Uematsu y Masashi Hamauzu en las bandas sonoras de Final Fantasy X (2001) y Musashi: Samurai Legend (2005). A pesar de que había dejado Square Enix para marcharse a Asmik Ace Entertainment, Inc., recientemente volvió a las filas de la empresa, donde ha conseguido mayor reconocimiento.
- Datos: Q2664232